# 織田長益
織田長益（日语：／ Oda Nagamasu，1547年—1622年1月24日）是日本安土桃山時代至江戶時代初期的大名和茶人。攝津國味舌藩主。信秀的第十一子，長益系織田家嫡流初代。長益曾經向千利休學習茶道，為利休十哲之一。後來自己創立有樂流茶道，號有樂齋如庵，後世稱有樂、有樂齋（日语：／ Oda Urakusai），並在京都重建建仁寺的正傳院，茶室如庵今指定為日本國寶。

## 生平

### 信長時代
信長的弟弟，與信長的年齡相差13岁，前半生的事歷不明。
天正2年（1574年），被賜予尾張國知多郡，改修大草城。此後，隸屬於兄長的長子信忠旗下，於甲州征伐等戰事中從軍。天正9年（1581年）京都軍馬演練中，長益排在信忠、信雄、信包、信孝、津田信澄之後。而且在天正10年（1582年）的左義長（火祭）中的順序是信忠、信雄、長益、信包。在甲州征伐中，從木曾口進攻鳥居峠，成為木曾勢的助力，協助攻略鳥居峠。擔任受降深志城的職務。還與森長可和團忠正一同向上野國出兵並降伏小幡氏。

### 本能寺之變後
同年的本能寺之變期間，與信忠一起在二條御所。但是長益自身從城內逃出，經近江安土向岐阜逃走。事後，仕於侄子信雄，擔任檢地奉行等職務。小牧、長久手之戰中，成為信雄一方和家康的助力；在蟹江城合戰中，救援大野城的山口重政；攻略下市場城時，亦有參陣，為蟹江城的瀧川一益的降伏擔任仲介。戰後，家康與秀吉講和之時，擔當折衝役。而且在佐佐成政和秀吉之間斡旋。信雄於天正18年（1590年）改易後，成為秀吉的御伽眾並領有攝津國嶋下郡味舌（現在的大阪府攝津市）2千石。此時剃髪並自稱「有樂齋」。成為甥女淀殿的庇護者，雙方有很深的關係。鶴松出生之際，有樂齋亦在現場。

### 關原之戰
秀吉去世後，在家康與利家對立之時，趕往警護德川邸。關原之戰中，屬於東軍，與長男長孝一同率領450兵參戰（『日本戰史・關原役』）。雖然兵力很少，但是與小西隊、大谷隊、石田隊、宇喜多隊轉戰，一時間受本多忠勝指揮並擊退大山伯耆等石田隊的横擊部隊。而且長孝取得戶田重政、內記親子的首級，有樂齋亦討取了石田家臣蒲生賴鄉，立下許多戰功。有樂隊取得西軍兩名有力武將的首級，顯示了自身的活躍。戰後，有樂齋被賜予大和國內3萬2千石，長孝被賜予美濃野村藩1萬石。

### 江戶幕府政權下
戰後，有樂齋出仕豐臣家並輔助淀殿。此時重建了建仁寺的子院正傳院，在院内設置了如庵。現在於正傳永源院（於明治時期改名）的是長益夫妻和孫兒長好等的墓。而且有長益夫妻、孫女（次男賴長的女兒）、兄長信包等的肖像畫流傳。
大坂冬之陣時，身於大坂城，與大野治長等穩健派一起支持豐臣家的中心。另一方面，嫡男賴長為出戰派，並經常與和平派對立。冬之陣後，與治長一同締結和睦，向德川家送出人質。但是大坂夏之陣前，在再開戰的機會很高的時候，向家康和秀忠說「誰都聽不進我的說話，繼續在城内亦已經無意義了」，因此得到許可，離開豐臣家。
在大坂退去後，為了兴趣而隱居京都，專注於茶道。元和元年（1615年）8月，把1萬石分給四男長政和五男尚長，本人只有隱居費用1萬石。元和7年12月13日在京都死去。享年76歲。死後隱居費被江戶幕府收回。

## 子孫
庶長子長孝在關原的合戰中，與父親一同加入東軍並立下戰功，受賜1萬石而成為大名（野村藩）。長孝被幕府認為是分家。嫡子賴長在關原之戰後亦與父親同仕豐臣秀賴，還繼承了父親創始的茶道有樂流。
四男長政和五男尚長在元和元年（1615年）父親隱居之際，有樂齋把大和國内所領的3萬石分割並分別把1萬石分給他們。長政是戒重藩（後來的芝村藩），尚長成為柳本藩的藩祖，一直以1萬石的外樣大名的身份存續到明治時代。

## 逸話
- 在『義残後覺』和『明良洪範』等後世的編纂書中，本能寺之變之際，向信忠進言自殺的人就是長益。此後的逃亡劇中，京的民眾以「織田的源五（長益）不是人阿　叫人家切腹　人家切腹後　逃到安土的人就是源五　睦月（1月）2日中大水出現　以織田之名隨著流」（織田の源五は人ではないよ　お腹召せ召せ　召させておいて　われは安土へ逃げるは源五　むつき二日に大水出て おたの原なる名を流す）來諷刺他。但是信忠在切腹時，二條御所是被明智軍重重包圍，逃脱近乎是不可能，因此這個說法受到後人的指摘。事實是明智軍來襲之前，長益即已逃亡。其他人如前田玄以、水野忠重、山內康豐、鐮田新介（信忠的介錯）都從二條御所中逃出。

- 《譜牒余錄》稱有樂齋在大坂之陣中，受到家康的命令，隱密地進行工作，但是沒有確實的証據。但是對家康和淀殿雙方都很有影響力的有樂齋，為了兩者和解而頻繁地進入大坂進行連絡與疏通是事實，可能這個行動被人誤解。

- 有樂齋在佔據堺之際，釋放了原先被捕的今井宗薫。相對地，嫡男賴長則計劃殺害片桐且元並擁立信雄為大坂方的總大將。賴長的行動被幕府一方所警戒，並與有樂齋對立。而且賴長在冬之陣中，假稱自己生病而沒有加入攻擊。後來在夏之陣前，對諸將說「讓我成為司令官吧」，但是賴長因這個主張受到反對而出奔。有樂齋之所以從大坂城退去也是受到賴長的奇行所影響。

- 大井戶茶碗是長益從生平以來所持的「有樂井戶」等的別名。

- 山茶花的其中一個品種在日本被稱為「太郎冠者」，別名是「有樂」，這個名字是因為有樂齋相當喜愛這個品種而得來。學名亦是Camellia uraku（有樂齋的日文拼音）。

## 有樂町
東京都千代田區有樂町的由來是有樂齋。素有茶人之名的有樂齋，在關原之戰中屬於家康一方。戰後，有樂齋拜領數寄屋橋御門周邊的屋敷。因為這些屋敷跡被稱為「有樂原」，在明治時代被命名為「有樂町」。而在大阪亦有有樂齋曾經居住過的場所「有樂町」。大阪的有樂町是在現今大阪市西成區天下茶屋附近，惟因戰後的行政區域更易等原因而被消滅。

## 登場作品
小說
- 織田有樂齋（講談社、堀和久（日语：堀和久）著）
- 小說・織田有樂齋 幻之茶器（淡交社、齋藤史子著）
- 花之下 織田有樂齋（講談社、岳宏一郎（日语：岳宏一郎）著）
- 本覺坊遺文（講談社、井上靖著）
- 小說 織田有樂齋（學研、菅靖匡著）

影視劇
- 真田風雲錄（日语：真田風雲録）（1963年、東映、演：明石潮）
- 戰國艷物語（日语：戦国艶物語#第二部・淀君編）（1969年、ABC、演：信欣三）
- 大坂城之女（日语：大坂城の女）（1970年、KTV、演：金子信雄）
- 春之坂道（日语：春の坂道）（1971年、NHK大河劇、演：三津田健）
- 黃金的日子（日语：黄金の日日）（1978年、NHK大河劇、演：奧野匡（日语：奥野匡））
- 真田幸村的謀略（日语：真田幸村の謀略）（1979年、東映、演：野口元夫）
- 德川家康（1983年、NHK大河劇、演：山本耕一（日语：山本耕一 (俳優)））
- 風雲!真田幸村（日语：風雲!真田幸村）（1989年、TX、演：有島淳平）
- 本覺坊遺文 千利休（日语：本覚坊遺文 千利休）（1989年、東宝、演：萬屋錦之介）
- 利休（日语：利休 (映画)）（1989年、松竹、演：細川護熙）
- 家康最恐懼的人 真田幸村（日语：家康が最も恐れた男 真田幸村）（1998年、TX、演：芝本正）
- 葵德川三代（2000年、NHK大河劇、演：平松慎吾）
- 功名十字路（2006年、NHK大河劇、演：山口剛（日语：アンドレ (俳優)））
- 茶茶 天涯的貴妃（2007年、東映、演：土平丼平（日语：土平ドンペイ））
- 戰國疾風傳 二人軍師（日语：戦国疾風伝 二人の軍師 秀吉に天下を獲らせた男たち）（2011年、TX、演：渡邊修三（日语：なべおさみ））
- 真田丸（2016年、NHK大河劇、演：井上順）

漫畫
- 戰國鬼才傳（講談社、山田芳裕（日语：山田芳裕）作）